# Pseudonapomyza media
Pseudonapomyza media är en tvåvingeart som beskrevs av Spencer 1961. Pseudonapomyza media ingår i släktet Pseudonapomyza och familjen minerarflugor.
Artens utbredningsområde är Madagaskar. Inga underarter finns listade i Catalogue of Life.